# Johanneskirche (Erfurt-Hochheim)

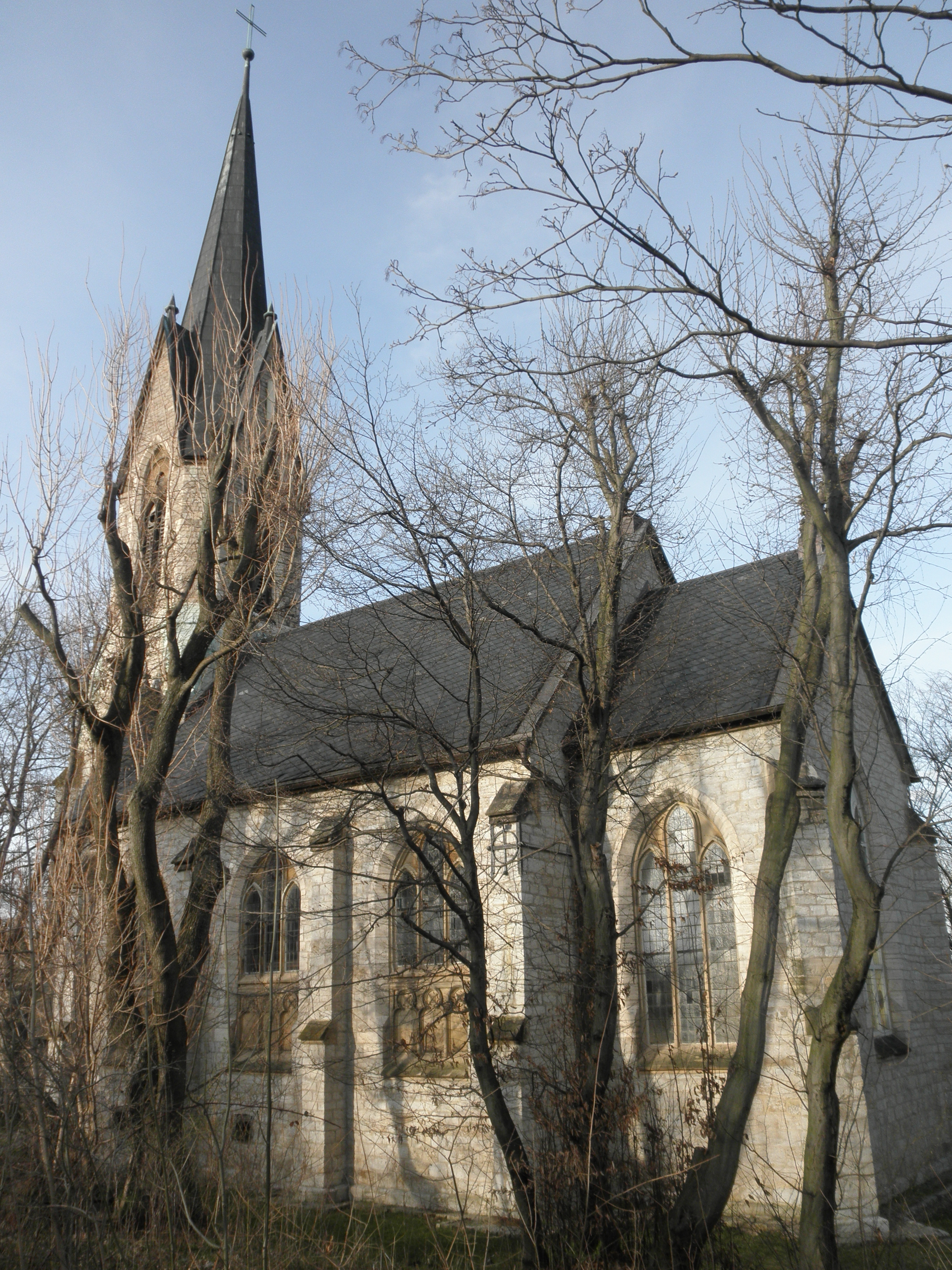
Johanneskirche

Die evangelische Johanneskirche steht am Angerberg von Hochheim, einem Stadtteil von Erfurt in Thüringen. Die Kirchengemeinde Erfurt-Hochheim gehört zum Kirchengemeindeverband Hochheim-Schmira im Kirchenkreis Erfurt der Evangelischen Kirche in Mitteldeutschland.

## Beschreibung
Die Kirche wurde aus Mitteln des Gustav-Adolf-Werks für die neuentstandene evangelische Gemeinde errichtet. Sie wurde am 22. November 1883 eingeweiht. Der steinsichtige Bau steht an exponierter Stelle hoch über dem Ort und der katholischen Bonifatiuskirche. Die neugotische Saalkirche wurde von Karl Weise entworfen. Sie hat einen eingezogenen rechteckigen Chor und im Westen den Kirchturm mit dem Portal. Das Langhaus mit drei Achsen und der Chor werden von Wandvorlagen gestützt und tragen ein Satteldach, das schiefergedeckt ist, ebenso wie der spitze achtseitige Helm des Turms. Das Langhaus ist mit dreiseitigen Emporen ausgestattet. Die Kirche ist weitgehend aus der Erbauungszeit erhalten, nur der Chor wurde bei der Renovierung 1977 erneuert.
Die Orgel mit 12 Registern, verteilt auf zwei Manuale und Pedal, wurde 1883 von Friedrich Ladegast gebaut und 1977 von Friedrich Löbling umgebaut.